# Tanjong Siron
Tanjong Siron is een bestuurslaag in het regentschap Bireuen van de provincie Atjeh, Indonesië. Tanjong Siron telt 335 inwoners (volkstelling 2010).